# Radim Šimek
Radim Šimek (* 20. September 1992 in Mladá Boleslav, Tschechoslowakei) ist ein tschechischer Eishockeyspieler, der seit Juni 2024 wieder bei den Bílí Tygři Liberec in der tschechischen Extraliga unter Vertrag steht. Zuvor verbrachte der Verteidiger über sechs Jahre in der Organisation der San Jose Sharks in der National Hockey League (NHL).

## Karriere
Šimek entstammt der Nachwuchsabteilung des HC Benátky nad Jizerou, für den der Verteidiger bis zum Beginn der Saison 2009/10 bis in die U20-Mannschaft hinein aktiv war. Von dort wechselte er in den Nachwuchs des HC Liberec, dessen Profimannschaft unter dem Namen Bílí Tygři Liberec in der Extraliga spielte. Šimek stand zunächst im Kader der U18-Mannschaft, später dann in der U20-Mannschaft, für die er bis in die Saison 2011/12 hinein auflief. Im Verlauf der Spielzeit 2011/12 feierte der Abwehrspieler auch sein Profidebüt, nachdem er an seinen Stammklub in Benátky nad Jizerou ausgeliehen worden war und für das Team in der zweitklassigen 1. Liga zu Einsätzen kam.
Mit Beginn des Spieljahres 2012/13 wechselte der 20-Jährige vollends in den Profibereich. Im Verlauf der folgenden drei Spielzeiten stand der Defensivakteur sowohl im Extraliga-Kader von Bílí Tygři Liberec als auch auf Leihbasis in dem des HC Benátky nad Jizerou. Nachdem er dort im ersten Jahr noch hauptsächlich Einsatzzeiten gehabt hatte, war er in der Saison 2014/15 nahezu Stammspieler Liberecs. In der Saison 2015/16 hatte Šimek maßgeblichen Anteil daran, dass Liberec die Hauptrunde als punktbeste Mannschaft abschloss und am Ende der Playoffs den Gewinn der tschechischen Meisterschaft feiern konnte. Der Verteidiger wurde dabei als wertvollster Spieler der Playoffs ausgezeichnet. Im folgenden Spieljahr drangen die Weißen Tiger mit Šimek erneut bis ins Finale vor, scheiterten dort aber am HC Kometa Brno.
Nach diesen Erfolgen und Šimeks Leistungen in der Liga wurde er im Mai 2017 von den San Jose Sharks aus der National Hockey League unter Vertrag genommen, die sich die Dienste des ungedrafteten Free Agents für ein Jahr sicherten. In der Saison 2017/18 setzten die Sharks den Tschechen in ihrem Farmteam, den San Jose Barracuda, in der American Hockey League ein. Nachdem er im Verlauf der Spielzeit mit 27 Scorerpunkten in 71 Einsätzen erzielt hatte, verlängerte das Franchise den auslaufenden Vertrag Ende April 2018 vorzeitig um zwei Jahre. Zum Spieljahr 2018/19 gelang dem Tschechen schließlich der Sprung in den NHL-Kader San Joses, wo er sich nach seinem Debüt ab Dezember 2018 als Stammspieler etablierte. Im März 2019 verletzte sich der Abwehrspieler jedoch schwer am rechten Knie und fiel mit einem Riss des vorderen Kreuzbands und Innenbands aus. Bis zu diesem Zeitpunkte hatte er 41 Saisonspiele absolviert.
Nach über sechs Jahren in der Organisation der Sharks wurde der Tscheche im März 2024 an die Detroit Red Wings abgegeben, nachdem er seinen Stammplatz im NHL-Aufgebot San Joses zwischenzeitlich bereits verloren hatte. Zusätzlich sandten die Sharks ein Siebtrunden-Wahlrecht im NHL Entry Draft 2024 nach Detroit, während die Red Wings Klim Kostin nach San Jose schickten.
Nach sieben Jahren in Nordamerika kehrte der Tscheche im Juni 2024 in seine Heimat zurück und schloss sich dort erneut den Bílí Tygři Liberec an.

### International
Šimek debütierte für sein Heimatland im Rahmen der Euro Hockey Tour 2015/16. In der Folge bestritt der Verteidiger mit der tschechischen Nationalmannschaft die Weltmeisterschaften 2016 in Russland sowie 2017 in Deutschland und Frankreich, wo er allerdings jeweils im Viertelfinale ausschied. Bei der Weltmeisterschaft 2022 in Finnland gewann Šimek mit dem tschechischen Team die Bronzemedaille.

## Erfolge und Auszeichnungen
- 2016 Tschechischer Meister mit Bílí Tygři Liberec
- 2016 Wertvollster Spieler der Extraliga-Playoffs
- 2017 Tschechischer Vizemeister mit Bílí Tygři Liberec

### International
- 2022 Bronzemedaille bei der Weltmeisterschaft

## Karrierestatistik
Stand: Ende der Saison 2023/24

### International
Vertrat Tschechien bei:
- Weltmeisterschaft 2016
- Weltmeisterschaft 2017
- Weltmeisterschaft 2022

(Legende zur Spielerstatistik: Sp oder GP = absolvierte Spiele; T oder G = erzielte Tore; V oder A = erzielte Assists; Pkt oder Pts = erzielte Scorerpunkte; SM oder PIM = erhaltene Strafminuten; +/− = Plus/Minus-Bilanz; PP = erzielte Überzahltore; SH = erzielte Unterzahltore; GW = erzielte Siegtore; 1 Play-downs/Relegation; Kursiv: Statistik nicht vollständig)